# Green Valley (Dakota del Sud)
Green Valley è un census-designated place (CDP) degli Stati Uniti d'America, situato nel Dakota del Sud, nella contea di Pennington.